# Cristina Scabbia
Cristina Adriana Chiara Scabbia, född 6 juni 1972 i Milano, är en italiensk sångerska, mest känd som sångare i gothic metal-bandet Lacuna Coil tillsammans med Andrea Ferro. Hon skriver även artiklar i rockmagasinet Revolver tillsammans med Vinnie Paul som var medlem i groove metal-bandet Pantera.
Cristina Scabbia var med och gästsjöng i À Tout le Monde (Set Me Free) från Megadeths album United Abominations (2007). Hon medverkar också som sångerska på låten S.O.S (Anything but Love) tillsammans med det finländska metalbandet Apocalyptica.

## Biografi

### Lacuna Coil
År 1991 började Scabbia professionellt sjunga som en turnémedlem för andra band. Senare samma år hon träffade den manliga sångaren Andrea Ferro och basisten Marco Coti Zelati från Lacuna Coil på Milano's Midnight Club. Vid den här tiden hette bandet Ethereal, och Scabbia var först endast rekryterad som en sessionsångerska. Hon var rekrytare anställd för att sjunga backup sång på refrängerna på låtarna från deras demo, men bandmedlemmarna gillade hur manliga och kvinnliga röster lät tillsammans, och bad henne att vara en permanent medlem. Efter flera ändringar i bandets uppställning, blev det till slut Ferro, Coti Zelati och Scabbia. De spelade in en två spår lång demo i maj 1996, och var snart signade av den tyska delen av Century Media. Så småningom gick de över till den amerikanska delen av företaget. Bandet bytte namn till Lacuna Coil sedan de upptäckt att ett grekiskt band som också låg på Century Media redan hade namnet Ethereal. Lacuna Coil började turnera, och släppte sitt första album under 1997.

## Diskografi
Album med Lacuna Coil
- 1998 – Lacuna Coil (EP)
- 1999 – Halflife (EP)
- 1999 – In a Reverie
- 2001 – Unleashed Memories
- 2002 – Comalies
- 2006 – Karmacode
- 2009 – Shallow Life
- 2012 – Dark Adrenaline
- 2014 – Broken Crown Halo

Gästmedverkan
- 2007 – À Tout le Monde (Set Me Free) (Megadeth)
- 2008 – S.O.S. (Anything but Love) (Apocalyptica)
- 2008 – Watch Over You (Alter Bridge)